# Kinesiska rummets hemlighet
Kinesiska rummets hemlighet (engelska: The Kennel Murder Case) är en amerikansk långfilm från 1933 i regi av Michael Curtiz, med William Powell, Mary Astor, Eugene Pallette och Ralph Morgan i rollerna.

## Handling
Archer Coes (Robert Barrat) kropp hittas död med kulhål och knivhugg i kroppen. Enda problemet är att rummet är låst från insidan. Detektiven Philo Vance (William Powell) är övertygad om vad som verkar vara ett självmord faktiskt är ett mord.

## Om filmen
Kinesiska rummets hemlighet har visats i SVT, bland annat 1993, 2000, 2004, 2020 och juli 2024.

## Rollista
| William Powell   | – Philo Vance                  |
| Mary Astor       | – Hilda Lake                   |
| Eugene Pallette  | – Inspektör Heath              |
| Ralph Morgan     | – Raymond Wrede – sekreteraren |
| Robert McWade    | – Advokat Markham              |
| Robert Barrat    | – Archer Coe                   |
| Frank Conroy     | – Brisbane Coe                 |
| Etienne Girardot | – Dr. Doremus                  |
| James Lee        | – Liang – kocken               |
| Paul Cavanagh    | – Sir Thomas MacDonald         |
| Arthur Hohl      | – Gamble – butlern             |
| Helen Vinson     | – Doris Delafield              |
| Jack La Rue      | – Eduardo Grassi               |